# 2026-os labdarúgó-világbajnokság-selejtező (UEFA)
A 2026-os labdarúgó-világbajnokság európai selejtező mérkőzéseit 2025 márciusától 2026 márciusáig játsszák le. Az 55 európai válogatottból 54 részt vehet a selejtezőkön. Az UEFA tagállamai közül 16 válogatott juthat ki a világbajnokságra.

## Formátum
Tekintve, hogy a 2026-os világbajnokságra már 16 európai csapat jut ki a korábbi 13 helyett, az UEFA a selejtező új formátumát mutatta be. A tervezetet 2023. január 25-én hozták nyilvánosságra a szervezet nyoni ülésén, Svájcban. A selejtező első fordulójában, a csoportkörben 12 darab csoport lesz, melyből hat négycsapatos, hat ötcsapatos csoport lesz. A csoportok győztesei kijutnak a világbajnokságra. A második helyezettek pótselejtezőn vesznek részt. Pótselejtezőn vehet részt a 2024–2025-ös UEFA Nemzetek Ligája négy legjobb csoportgyőztese is.
- Csoportkör: 12 csoport, ebből hat négycsapatos, hat ötcsapatos.
- Pótselejtező: 16 csapat vesz részt: a csoportkör 12 második helyezettje és a 2024–2025-ös UEFA Nemzetek Ligája négy legjobb csoportgyőztese, amelyek a csoportkör első két helyén kívül végeznek. A csapatokat négy ágra sorsolják, az ágakon két elődöntőt és egy döntőt rendeznek. Az elődöntőben a kiemelt csapat játszik hazai pályán, a döntők pályaválasztóit sorsolják. A döntők győztesei jutnak ki a világbajnokságra.

## Naptár
Az ötcsapatos csoportok az első mérkőzéseiket 2025 márciusában játsszák. 2025 júniusában kezdenek azok a csapatok, amelyek részt vesznek a 2024–2025-ös UEFA Nemzetek Ligája negyeddöntőjében, vagy a márciusi osztályozókon. A négycsapatos csoportok 2025 szeptemberében játsszák első mérkőzéseiket.
| Forduló                         | Játéknap           | Játéknap             | Dátum                 |
| Forduló                         | Ötcsapatos csoport | Négycsapatos csoport | Dátum                 |
| ------------------------------- | ------------------ | -------------------- | --------------------- |
| Első forduló (Csoportkör)       | 1. játéknap        | –                    | 2025. március 21–22.  |
| Első forduló (Csoportkör)       | 2. játéknap        | –                    | 2025. március 24–25.  |
| Első forduló (Csoportkör)       | 3. játéknap        | –                    | 2025. június 6–7.     |
| Első forduló (Csoportkör)       | 4. játéknap        | –                    | 2025. június 9–10.    |
| Első forduló (Csoportkör)       | 5. játéknap        | 1. játéknap          | 2025. szeptember 4–6. |
| Első forduló (Csoportkör)       | 6. játéknap        | 2. játéknap          | 2025. szeptember 7–9. |
| Első forduló (Csoportkör)       | 7. játéknap        | 3. játéknap          | 2025. október 9–11.   |
| Első forduló (Csoportkör)       | 8. játéknap        | 4. játéknap          | 2025. október 12–14.  |
| Első forduló (Csoportkör)       | 9. játéknap        | 5. játéknap          | 2025. november 13–15. |
| Első forduló (Csoportkör)       | 10. játéknap       | 6. játéknap          | 2025. november 16–18. |
| Második forduló (Pótselejtezők) | Elődöntők          | Elődöntők            | 2026. március 26.     |
| Második forduló (Pótselejtezők) | Döntők             | Döntők               | 2026. március 31.     |

## Sorsolás
Az első forduló (csoportkör) sorsolását 2024. december 13-án, közép-európai idő szerint 12 órakor tartották a FIFA székhelyén, a svájci Zürichben. Az UEFA 55 tagszövetsége közül 54 férfi válogatott nyújtott be érvényes nevezést, míg Oroszország nevezését nem fogadták el az UEFA és a FIFA versenyekből való felfüggesztése miatt, miután országuk megszállta Ukrajnát.
A csapatokat öt kalapba sorolták: Az 1–4. kalapba 12 csapat, az 5. kalapba pedig hat csapat került. A FIFA az UEFA-val egyeztetve a 2024–2025-ös UEFA Nemzetek Ligája csoportkörének befejezése után jelentette be a kiemelést. A csapatokat 12 csoportba sorsolták: hat négycsapatos csoportba (1–6. csoport) és hat ötcsapatos csoportba (7–12. csoport).
A selejtező formátumának módosítását követően a kiírásban a kezdési időpontok lépcsőzetesek lesznek. Az ötcsapatos csoportok 2025 márciusában, míg a négycsapatos csoportok 2025 szeptemberében kezdődnek. Mivel a 2024–25-ös UEFA Nemzetek Ligájában 2025 márciusában 24 csapat vesz részt (8 negyeddöntős, 8 A/B osztályozós, 8 B/C osztályozós), ezért jelentős változtatásokat hajtottak végre a sorsolás szabályaiban, annak érdekében, hogy minden csapatot el tudjanak helyezni a menetrendben.

### Kiemelési elvek
Az ötcsapatos csoportokból csak egy csapat vehet részt a Nemzetek Ligája 2025. márciusi mérkőzésein, így ezek a csapatok két szabadnapot kaptak a világbajnoki selejtezők során, amelyeket márciusra ütemeztek. A csoportjukban lévő többi négy csapat egymás között játszik majd ebben az időben. Továbbá, mivel a négy negyeddöntő győztese a 2025-ös UEFA Nemzetek Ligája négyes döntőjén fog részt venni júniusban, szeptemberig nem kezdhetik meg a világbajnoki selejtezőket, ezért őket négycsapatos csoportokba kellett beosztani.
Ezen feltételek mellett az 1. kalapba a Nemzetek Ligája nyolc negyeddöntőse került, függetlenül a 2024. novemberi FIFA-világranglistán elfoglalt helyezésüktől. A negyeddöntősöket a sorsoláson ismeretlenként, az egyes negyeddöntős párosítások győztesei és veszteseiként jelölték. Az 1. kalapban a további négy csapat a FIFA 2024. novemberi FIFA-világranglistájának következő legjobb négy helyezettje volt. A fennmaradó csapatok alapesetben a FIFA-világranglista alapján kerültek a 2–5. kalapokba.
Amennyiben egy adott kalapban több Nemzetek Ligája-osztályozós csapat szerepelt, mint ahány selejtezőcsoportban az ilyen csapatok maximálisan szerepelhettek, akkor a kalapot kiigazították, a következő elvek szerint:
- Kalapot cseréltek a szóban forgó kalap legalacsonyabban rangsorolt Nemzetek Ligája-osztályozós résztvevője és az alacsonyabb kalap legmagasabban rangsorolt, kompatibilis csapata között.
- Ugyanez az eljárás alkalmazandó, ha ugyanabban a kalapban vagy egy másik kalapban további csere szükséges.

### A sorsolás menete
A sorsolást az 1. kalappal kezdték és az 5. kalappal zárult. A kisorolt csapat (a sorsolási feltételek alapján) a betűrendben első lehetséges csoportba került. Minden négycsapatos csoportba az első négy kalapból egy-egy csapat, valamint minden ötcsapatos csoportba az 5. kalapból egy-egy csapat került.
A sorsolás során a következő kritériumok voltak, amelyeket számítógép alkalmazásával tartottak be:
- A versenykiírással kapcsolatos okok:
  - A 2024–2025-ös UEFA Nemzetek Ligája négyes döntőjén részt vevő négy csapat (az 1–4. negyeddöntő győztesei) garantáltan négycsapatos csoportba (1–6. csoport) került.
  - A Nemzetek Ligája negyeddöntőjében vagy az osztályozókon részt nem vevő 1. kalapos csapatokat ötcsapatos csoportba is kerülhettek.
  - A Nemzetek Ligája osztályozójának résztvevőinek a 2., 3. és 4. kalapokban való eloszlásától függően, szükség lehetett az 1. kalap csapataival kapcsolatos további feltételek hozzáadására annak biztosítása érdekében, hogy a négycsapatos csoportok mellett egy vagy több ötcsapatos csoport is rendelkezésre álljon a Nemzetek Ligája osztályozós csapatainak sorsolásához.
  - A 2–4. kalapokban lévő Nemzetek Ligája osztályozójának résztvevőinek elsőbbségük volt a négycsapatos csoportokba (1–6. csoport) történő beosztásra. Ha egy kalapban több Nemzetek Ligája-osztályozós csapat volt, mint amennyi négycsapatos csoport rendelkezésre állt, akkor az osztályozós csapat(ok) olyan ötcsapatos csoportokba (7–12. csoport) kerültek, amelyekben ilyen csapatok szerepelhettek. Ha egy Nemzetek Ligája-osztályozós csapat az 5. kalapban volt, akkor egy olyan ötcsapatos csoportba (7–12. csoport) sorsolták, amely képes befogadni egy ilyen csapatot.
  - Ezenkívül a 2–4. kalapokból a Nemzetek Ligája márciusi mérkőzésein részt nem vevő csapatokat ötcsapatos csoportokba (7–12. csoport) is kerülhettek, annak érdekében, hogy elegendő számú csoport álljon rendelkezésre ahhoz, hogy a Nemzetek Ligája osztályozósai ugyanabból a kalapból vagy az azt követő kalapokból beoszthatók legyenek.
- Tiltott párosítások: a következő csapatok politikai okok miatt nem kerülhettek azonos csoportba: Örményország és Azerbajdzsán, Fehéroroszország és Ukrajna, Gibraltár és Spanyolország, Koszovó és Bosznia-Hercegovina, Koszovó és Szerbia.
- Téli helyszínek: a téli hideg időjárás magasabb kockázata miatt legfeljebb kettő csapat kerülhetett azonos csoportba a következő csapatokból: Észtország, Feröer, Finnország, Izland, Lettország, Litvánia, Norvégia.
  - Feröer és Izland a kedvezőtlenebb téli időjárás miatt csak szükséges esetben rendezhetett mérkőzést márciusban és novemberben, ezért nem kerülhettek azonos csoportba.
- Túlzott utazás: a földrajzi távolság és az ebből következő hosszú utazás miatt legfeljebb egy párosítás lehetett a következőkből:
  - Azerbajdzsán: Gibraltárral, Izlanddal, Portugáliával.
  - Izland: Ciprussal, Grúziával, Izraellel, Örményországgal.
  - Kazahsztán: Andorrával, Angliával, Észak-Írországgal, Franciaországgal, Feröerrel, Gibraltárral, Írországgal, Izlanddal, Máltával, Portugáliával, Skóciával, Spanyolországgal, Walesszel.

### Kiemelés
A kiemelést 2024. november 28-án jelentették be, az aznapi FIFA-világranglista megjelenését követően.
| Csapat        | Hely. |
| ------------- | ----- |
| Spanyolország |       |
| Portugália    |       |
| Németország   |       |
| Franciaország |       |
| Olaszország   |       |
| Hollandia     |       |
| Dánia         |       |
| Horvátország  |       |
| Anglia        |       |
| Belgium       |       |
| Svájc         |       |
| Ausztria      |       |

| Csapat        | Hely. |
| ------------- | ----- |
| Ukrajna       |       |
| Törökország   |       |
| Svédország    |       |
| Wales         |       |
| Magyarország  |       |
| Szerbia       |       |
| Lengyelország |       |
| Görögország   |       |
| Románia       |       |
| Norvégia      |       |
| Szlovákia     |       |
| Csehország    |       |

| Csapat              | Hely. |
| ------------------- | ----- |
| Skócia              |       |
| Szlovénia           |       |
| Írország            |       |
| Albánia             |       |
| Észak-Macedónia     |       |
| Grúzia              |       |
| Finnország          |       |
| Izland              |       |
| Észak-Írország      |       |
| Izrael              |       |
| Bosznia-Hercegovina |       |
| Montenegró          |       |

| Csapat           | Hely. |
| ---------------- | ----- |
| Bulgária         |       |
| Luxemburg        |       |
| Koszovó          |       |
| Fehéroroszország |       |
| Örményország     |       |
| Kazahsztán       |       |
| Azerbajdzsán     |       |
| Észtország       |       |
| Ciprus           |       |
| Feröer           |       |
| Lettország       |       |
| Litvánia         |       |

| Csapat        | Hely. |
| ------------- | ----- |
| Moldova       |       |
| Málta         |       |
| Andorra       |       |
| Gibraltár     |       |
| Liechtenstein |       |
| San Marino    |       |

| Csapat      | Hely. |
| ----------- | ----- |
| Oroszország |       |

Jegyzetek
1. 1 2 3 4 5 6 7 8  Nemzetek Ligája-negyeddöntős, automatikusan az 1. kalapba került és nem játszhat 2025. márciusában.
2. 1 2 3 4 5 6 7 8 9 10 11 12 13 14 15 16  Nemzetek Ligája-osztályozós, nem játszhat 2025. márciusában.

## Első forduló

### A csoport
| Hely. | Csapat         | M | Gy | D | V | G+ | G– | Gk | P | Továbbjutás                      |          | Németország | Szlovákia | Észak-Írország | Luxemburg |
| ----- | -------------- | - | -- | - | - | -- | -- | -- | - | -------------------------------- | -------- | ----------- | --------- | -------------- | --------- |
| 1.    | Németország    | 0 | 0  | 0 | 0 | 0  | 0  | 0  | 0 | Kijut a 2026-os világbajnokságra |          | —           | nov. 17.  | szept. 7.      | okt. 10.  |
| 2.    | Szlovákia      | 0 | 0  | 0 | 0 | 0  | 0  | 0  | 0 | Pótselejtezőn vesz részt         |          | szept. 4.   | —         | nov. 14.       | okt. 13.  |
| 3.    | Észak-Írország | 0 | 0  | 0 | 0 | 0  | 0  | 0  | 0 |                                  |          | okt. 13.    | okt. 10.  | —              | nov. 17.  |
| 4.    | Luxemburg      | 0 | 0  | 0 | 0 | 0  | 0  | 0  | 0 |                                  | nov. 14. | szept. 7.   | szept. 4. | —              |           |

### B csoport
| Hely. | Csapat     | M | Gy | D | V | G+ | G– | Gk | P | Továbbjutás                      |          | Svájc     | Svédország | Szlovénia | Koszovó   |
| ----- | ---------- | - | -- | - | - | -- | -- | -- | - | -------------------------------- | -------- | --------- | ---------- | --------- | --------- |
| 1.    | Svájc      | 0 | 0  | 0 | 0 | 0  | 0  | 0  | 0 | Kijut a 2026-os világbajnokságra |          | —         | nov. 15.   | szept. 8. | szept. 5. |
| 2.    | Svédország | 0 | 0  | 0 | 0 | 0  | 0  | 0  | 0 | Pótselejtezőn vesz részt         |          | okt. 10.  | —          | nov. 18.  | okt. 13.  |
| 3.    | Szlovénia  | 0 | 0  | 0 | 0 | 0  | 0  | 0  | 0 |                                  |          | okt. 13.  | szept. 5.  | —         | nov. 15.  |
| 4.    | Koszovó    | 0 | 0  | 0 | 0 | 0  | 0  | 0  | 0 |                                  | nov. 18. | szept. 8. | okt. 10.   | —         |           |

### C csoport
| Hely. | Csapat           | M | Gy | D | V | G+ | G– | Gk | P | Továbbjutás                      |         | Dánia     | Görögország | Skócia    | Fehéroroszország |
| ----- | ---------------- | - | -- | - | - | -- | -- | -- | - | -------------------------------- | ------- | --------- | ----------- | --------- | ---------------- |
| 1.    | Dánia            | 0 | 0  | 0 | 0 | 0  | 0  | 0  | 0 | Kijut a 2026-os világbajnokságra |         | —         | okt. 12.    | szept. 5. | nov. 15.         |
| 2.    | Görögország      | 0 | 0  | 0 | 0 | 0  | 0  | 0  | 0 | Pótselejtezőn vesz részt         |         | szept. 8. | —           | nov. 15.  | szept. 5.        |
| 3.    | Skócia           | 0 | 0  | 0 | 0 | 0  | 0  | 0  | 0 |                                  |         | nov. 18.  | okt. 9.     | —         | okt. 12.         |
| 4.    | Fehéroroszország | 0 | 0  | 0 | 0 | 0  | 0  | 0  | 0 |                                  | okt. 9. | nov. 18.  | szept. 8.   | —         |                  |

### D csoport
| Hely. | Csapat        | M | Gy | D | V | G+ | G– | Gk | P | Továbbjutás                      |          | Franciaország | Ukrajna  | Izland    | Azerbajdzsán |
| ----- | ------------- | - | -- | - | - | -- | -- | -- | - | -------------------------------- | -------- | ------------- | -------- | --------- | ------------ |
| 1.    | Franciaország | 0 | 0  | 0 | 0 | 0  | 0  | 0  | 0 | Kijut a 2026-os világbajnokságra |          | —             | nov. 13. | szept. 9. | okt. 10.     |
| 2.    | Ukrajna       | 0 | 0  | 0 | 0 | 0  | 0  | 0  | 0 | Pótselejtezőn vesz részt         |          | szept. 5.     | —        | nov. 16.  | okt. 13.     |
| 3.    | Izland        | 0 | 0  | 0 | 0 | 0  | 0  | 0  | 0 |                                  |          | okt. 13.      | okt. 10. | —         | szept. 5.    |
| 4.    | Azerbajdzsán  | 0 | 0  | 0 | 0 | 0  | 0  | 0  | 0 |                                  | nov. 16. | szept. 9.     | nov. 13. | —         |              |

### E csoport
| Hely. | Csapat        | M | Gy | D | V | G+ | G– | Gk | P | Továbbjutás                      |           | Spanyolország | Törökország | Grúzia   | Bulgária  |
| ----- | ------------- | - | -- | - | - | -- | -- | -- | - | -------------------------------- | --------- | ------------- | ----------- | -------- | --------- |
| 1.    | Spanyolország | 0 | 0  | 0 | 0 | 0  | 0  | 0  | 0 | Kijut a 2026-os világbajnokságra |           | —             | nov. 18.    | okt. 11. | okt. 14.  |
| 2.    | Törökország   | 0 | 0  | 0 | 0 | 0  | 0  | 0  | 0 | Pótselejtezőn vesz részt         |           | szept. 7.     | —           | okt. 14. | nov. 15.  |
| 3.    | Grúzia        | 0 | 0  | 0 | 0 | 0  | 0  | 0  | 0 |                                  |           | nov. 15.      | szept. 4.   | —        | szept. 7. |
| 4.    | Bulgária      | 0 | 0  | 0 | 0 | 0  | 0  | 0  | 0 |                                  | szept. 4. | okt. 11.      | nov. 18.    | —        |           |

### F csoport
| Hely. | Csapat       | M | Gy | D | V | G+ | G– | Gk | P | Továbbjutás                      |           | Portugália | Magyarország | Írország | Örményország |
| ----- | ------------ | - | -- | - | - | -- | -- | -- | - | -------------------------------- | --------- | ---------- | ------------ | -------- | ------------ |
| 1.    | Portugália   | 0 | 0  | 0 | 0 | 0  | 0  | 0  | 0 | Kijut a 2026-os világbajnokságra |           | —          | okt. 14.     | okt. 11. | nov. 16.     |
| 2.    | Magyarország | 0 | 0  | 0 | 0 | 0  | 0  | 0  | 0 | Pótselejtezőn vesz részt         |           | szept. 9.  | —            | nov. 16. | okt. 11.     |
| 3.    | Írország     | 0 | 0  | 0 | 0 | 0  | 0  | 0  | 0 |                                  |           | nov. 13.   | szept. 6.    | —        | okt. 14.     |
| 4.    | Örményország | 0 | 0  | 0 | 0 | 0  | 0  | 0  | 0 |                                  | szept. 6. | nov. 13.   | szept. 9.    | —        |              |

### G csoport
| Hely. | Csapat        | M | Gy | D | V | G+ | G– | Gk | P | Továbbjutás                      |           | Lengyelország | Finnország | Litvánia | Hollandia | Málta     |
| ----- | ------------- | - | -- | - | - | -- | -- | -- | - | -------------------------------- | --------- | ------------- | ---------- | -------- | --------- | --------- |
| 1.    | Lengyelország | 2 | 2  | 0 | 0 | 3  | 0  | +3 | 6 | Kijut a 2026-os világbajnokságra |           | —             | szept. 7.  | 1–0      | nov. 14.  | 2–0       |
| 2.    | Finnország    | 2 | 1  | 1 | 0 | 3  | 2  | +1 | 4 | Pótselejtezőn vesz részt         |           | jún. 10.      | —          | okt. 9.  | jún. 7.   | nov. 14.  |
| 3.    | Litvánia      | 2 | 0  | 1 | 1 | 2  | 3  | −1 | 1 |                                  |           | okt. 12.      | 2–2        | —        | szept. 7. | szept. 4. |
| 4.    | Hollandia     | 0 | 0  | 0 | 0 | 0  | 0  | 0  | 0 |                                  | szept. 4. | okt. 12.      | nov. 17.   | —        | jún. 10.  |           |
| 5.    | Málta         | 2 | 0  | 0 | 2 | 0  | 3  | −3 | 0 |                                  | nov. 17.  | 0–1           | jún. 7.    | okt. 9.  | —         |           |

### H csoport
| Hely. | Csapat              | M | Gy | D | V | G+ | G– | Gk | P | Továbbjutás                      |           | Bosznia-Hercegovina | Románia   | Ciprusi Köztársaság | Ausztria  | San Marino |
| ----- | ------------------- | - | -- | - | - | -- | -- | -- | - | -------------------------------- | --------- | ------------------- | --------- | ------------------- | --------- | ---------- |
| 1.    | Bosznia-Hercegovina | 2 | 2  | 0 | 0 | 3  | 1  | +2 | 6 | Kijut a 2026-os világbajnokságra |           | —                   | nov. 15.  | 2–1                 | szept. 9. | jún. 7.    |
| 2.    | Románia             | 2 | 1  | 0 | 1 | 5  | 2  | +3 | 3 | Pótselejtezőn vesz részt         |           | 0–1                 | —         | jún. 10.            | okt. 12.  | nov. 18.   |
| 3.    | Ciprus              | 2 | 1  | 0 | 1 | 3  | 2  | +1 | 3 |                                  |           | okt. 9.             | szept. 9. | —                   | nov. 15.  | 2–0        |
| 4.    | Ausztria            | 0 | 0  | 0 | 0 | 0  | 0  | 0  | 0 |                                  | nov. 18.  | jún. 7.             | szept. 6. | —                   | okt. 9.   |            |
| 5.    | San Marino          | 2 | 0  | 0 | 2 | 1  | 7  | −6 | 0 |                                  | szept. 6. | 1–5                 | okt. 12.  | jún. 10.            | —         |            |

### I csoport
| Hely. | Csapat      | M | Gy | D | V | G+ | G– | Gk | P | Továbbjutás                      |          | Norvégia  | Észtország | Izrael   | Olaszország | Moldova   |
| ----- | ----------- | - | -- | - | - | -- | -- | -- | - | -------------------------------- | -------- | --------- | ---------- | -------- | ----------- | --------- |
| 1.    | Norvégia    | 2 | 2  | 0 | 0 | 9  | 2  | +7 | 6 | Kijut a 2026-os világbajnokságra |          | —         | nov. 13.   | okt. 11. | jún. 6.     | szept. 8. |
| 2.    | Észtország  | 2 | 1  | 0 | 1 | 4  | 4  | 0  | 3 | Pótselejtezőn vesz részt         |          | jún. 9.   | —          | jún. 6.  | okt. 11.    | okt. 14.  |
| 3.    | Izrael      | 2 | 1  | 0 | 1 | 4  | 5  | −1 | 3 |                                  |          | 2–4       | 2–1        | —        | szept. 8.   | nov. 16.  |
| 4.    | Olaszország | 0 | 0  | 0 | 0 | 0  | 0  | 0  | 0 |                                  | nov. 16. | szept. 5. | okt. 14.   | —        | jún. 9.     |           |
| 5.    | Moldova     | 2 | 0  | 0 | 2 | 2  | 8  | −6 | 0 |                                  | 0–5      | 2–3       | szept. 5.  | nov. 13. | —           |           |

### J csoport
| Hely. | Csapat          | M | Gy | D | V | G+ | G– | Gk | P | Továbbjutás                      |          | Észak-Macedónia | Wales     | Kazahsztán | Belgium  | Liechtenstein |
| ----- | --------------- | - | -- | - | - | -- | -- | -- | - | -------------------------------- | -------- | --------------- | --------- | ---------- | -------- | ------------- |
| 1.    | Észak-Macedónia | 2 | 1  | 1 | 0 | 4  | 1  | +3 | 4 | Kijut a 2026-os világbajnokságra |          | —               | 1–1       | okt. 13.   | jún. 6.  | szept. 7.     |
| 2.    | Wales           | 2 | 1  | 1 | 0 | 4  | 2  | +2 | 4 | Pótselejtezőn vesz részt         |          | nov. 18.        | —         | 3–1        | okt. 13. | jún. 6.       |
| 3.    | Kazahsztán      | 2 | 1  | 0 | 1 | 3  | 3  | 0  | 3 |                                  |          | jún. 9.         | szept. 4. | —          | nov. 15. | okt. 10.      |
| 4.    | Belgium         | 0 | 0  | 0 | 0 | 0  | 0  | 0  | 0 |                                  | okt. 10. | jún. 9.         | szept. 7. | —          | nov. 18. |               |
| 5.    | Liechtenstein   | 2 | 0  | 0 | 2 | 0  | 5  | −5 | 0 |                                  | 0–3      | nov. 15.        | 0–2       | szept. 4.  | —        |               |

### K csoport
| Hely. | Csapat     | M | Gy | D | V | G+ | G– | Gk | P | Továbbjutás                      |           | Anglia   | Albánia  | Lettország | Szerbia   | Andorra   |
| ----- | ---------- | - | -- | - | - | -- | -- | -- | - | -------------------------------- | --------- | -------- | -------- | ---------- | --------- | --------- |
| 1.    | Anglia     | 2 | 2  | 0 | 0 | 5  | 0  | +5 | 6 | Kijut a 2026-os világbajnokságra |           | —        | 2–0      | 3–0        | nov. 13.  | szept. 6. |
| 2.    | Albánia    | 2 | 1  | 0 | 1 | 3  | 2  | +1 | 3 | Pótselejtezőn vesz részt         |           | nov. 16. | —        | szept. 9.  | jún. 7.   | 3–0       |
| 3.    | Lettország | 2 | 1  | 0 | 1 | 1  | 3  | −2 | 3 |                                  |           | okt. 14. | jún. 10. | —          | szept. 6. | okt. 11.  |
| 4.    | Szerbia    | 0 | 0  | 0 | 0 | 0  | 0  | 0  | 0 |                                  | szept. 9. | okt. 11. | nov. 16. | —          | jún. 10.  |           |
| 5.    | Andorra    | 2 | 0  | 0 | 2 | 0  | 4  | −4 | 0 |                                  | jún. 7.   | nov. 13. | 0–1      | okt. 14.   | —         |           |

### L csoport
| Hely. | Csapat       | M | Gy | D | V | G+ | G– | Gk | P | Továbbjutás                      |          | Csehország | Montenegró | Horvátország | Feröer   | Gibraltár (brit tengerentúli terület) |
| ----- | ------------ | - | -- | - | - | -- | -- | -- | - | -------------------------------- | -------- | ---------- | ---------- | ------------ | -------- | ------------------------------------- |
| 1.    | Csehország   | 2 | 2  | 0 | 0 | 6  | 1  | +5 | 6 | Kijut a 2026-os világbajnokságra |          | —          | jún. 6.    | okt. 9.      | 2–1      | nov. 17.                              |
| 2.    | Montenegró   | 2 | 2  | 0 | 0 | 4  | 1  | +3 | 6 | Pótselejtezőn vesz részt         |          | szept. 5.  | —          | nov. 17.     | 1–0      | 3–1                                   |
| 3.    | Horvátország | 0 | 0  | 0 | 0 | 0  | 0  | 0  | 0 |                                  |          | jún. 9.    | szept. 8.  | —            | nov. 14. | okt. 12.                              |
| 4.    | Feröer       | 2 | 0  | 0 | 2 | 1  | 3  | −2 | 0 |                                  | okt. 12. | okt. 9.    | szept. 5.  | —            | jún. 9.  |                                       |
| 5.    | Gibraltár    | 2 | 0  | 0 | 2 | 1  | 7  | −6 | 0 |                                  | 0–4      | nov. 14.   | jún. 6.    | szept. 8.    | —        |                                       |

## Pótselejtezők
A pótselejtezőben (második forduló) a 12 csoportmásodik és a legjobb négy Nemzetek Ligája-csoportgyőztes vesz részt a Nemzetek Ligája időközi összesített rangsora alapján, akik a selejtezőcsoportjuk első két helyezettjén kívül végeznek. A 16 csapatot négy, egyenként négy csapatot tartalmazó ágra osztják. Mindegyik ágon két, egymérkőzéses elődöntőt és egy egymérkőzéses döntőt rendeznek. Az elődöntőkben az egyes ágak mérkőzéseit kiemelés utáni sorsolással határozzák meg, ahol az 1. helyezett csapat a 4. helyezett csapatot, a 2. helyezett csapat pedig a 3. helyezett csapatot fogadja. A két elődöntő győztese között sorsolással dől el, hogy ki lesz a döntő pályaválasztója.

### A Nemzetek Ligája négy legjobb csoportgyőztese
A 2024–2025-ös Nemzetek Ligája időközi összesített rangsora alapján, a Nemzetek Ligája csoportgyőztesei közül az a négy legjobb csapat, amelyik a világbajnoki selejtezőben a csoportjában az első két helyén kívül végez, részt vehet a pótselejtezőn. Ha négynél kevesebb Nemzetek Ligája-csoportgyőztest lehet kiválasztani, a fennmaradó helyeket a Nemzetek Ligája időközi összesített rangsora alapján a soron következő azon csapatok kapják, világbajnoki selejtezőben a csoportjában az első két helyén kívül végez.

Az alábbi táblázat mutatja, hogy az UEFA Nemzetek Ligája időközi összesített rangsora alapján milyen sorrendben és mely csapatok szerezhetnek részvételi jogot a pótselejtezőre. A Nemzetek Ligája negyeddöntősei esetében az első helyen az a csoport szerepel, amelybe győzelem esetén bekerülnek.
Jelölések
- A jelenlegi állás szerint a csapat az első két hely valamelyikén áll a csoportjában.
- A csapat még nem játszott mérkőzést, az első mérkőzése 2025 júniusában lesz.
- A csapat még nem játszott mérkőzést, az első mérkőzése 2025 szeptemberében lesz.
- (T) A jelenlegi állás szerint a csapat biztosan az első két hely valamelyikén végez a csoportjában.

| NL liga                                                       | Hely. | Csapat              | Csapat | Csoport |
| ------------------------------------------------------------- | ----- | ------------------- | ------ | ------- |
| NL-csoportgyőztes                                             |       |                     |        |         |
| A                                                             | 1.    | Spanyolország       |        | E       |
| A                                                             | 2.    | Németország         |        | A       |
| A                                                             | 3.    | Portugália          |        | F       |
| A                                                             | 4.    | Franciaország       |        | D       |
| B                                                             | 17.   | Anglia              |        | K       |
| B                                                             | 18.   | Norvégia            |        | I       |
| B                                                             | 19.   | Wales               |        | J       |
| B                                                             | 20.   | Csehország          |        | L       |
| C                                                             | 33.   | Románia             |        | H       |
| C                                                             | 34.   | Svédország          |        | B       |
| C                                                             | 35.   | Észak-Macedónia     |        | J       |
| C                                                             | 36.   | Észak-Írország      |        | A       |
| D                                                             | 49.   | Moldova             |        | I       |
| D                                                             | 50.   | San Marino          |        | H       |
| Az NL időközi összesített rangsora alapján a további csapatok |       |                     |        |         |
| A                                                             | 5.    | Olaszország         |        | I       |
| A                                                             | 6.    | Hollandia           |        | G       |
| A                                                             | 7.    | Dánia               |        | C       |
| A                                                             | 8.    | Horvátország        |        | L       |
| A                                                             | 9.    | Skócia              |        | C       |
| A                                                             | 10.   | Szerbia             |        | K       |
| A                                                             | 11.   | Magyarország        |        | F       |
| A                                                             | 12.   | Belgium             |        | J       |
| A                                                             | 13.   | Lengyelország       |        | G       |
| A                                                             | 14.   | Izrael              |        | I       |
| A                                                             | 15.   | Svájc               |        | B       |
| A                                                             | 16.   | Bosznia-Hercegovina |        | H       |

### A ág
| 1. csapat                    | Eredmény    | 2. csapat                    |
| ---------------------------- | ----------- | ---------------------------- |
| Elődöntők                    |             |                              |
| Csapat az 1. kalapból        | 1. elődöntő | Csapat a 4. kalapból         |
| Csapat a 2. kalapból         | 2. elődöntő | Csapat a 3. kalapból         |
| Döntő                        |             |                              |
| 1. vagy 2. elődöntő győztese | A döntő     | 1. vagy 2. elődöntő győztese |

### B ág
| 1. csapat                    | Eredmény    | 2. csapat                    |
| ---------------------------- | ----------- | ---------------------------- |
| Elődöntők                    |             |                              |
| Csapat az 1. kalapból        | 3. elődöntő | Csapat a 4. kalapból         |
| Csapat a 2. kalapból         | 4. elődöntő | Csapat a 3. kalapból         |
| Döntő                        |             |                              |
| 3. vagy 4. elődöntő győztese | B döntő     | 3. vagy 4. elődöntő győztese |

### C ág
| 1. csapat                    | Eredmény    | 2. csapat                    |
| ---------------------------- | ----------- | ---------------------------- |
| Elődöntők                    |             |                              |
| Csapat az 1. kalapból        | 5. elődöntő | Csapat a 4. kalapból         |
| Csapat a 2. kalapból         | 6. elődöntő | Csapat a 3. kalapból         |
| Döntő                        |             |                              |
| 5. vagy 6. elődöntő győztese | C döntő     | 5. vagy 6. elődöntő győztese |

### D ág
| 1. csapat                    | Eredmény    | 2. csapat                    |
| ---------------------------- | ----------- | ---------------------------- |
| Elődöntők                    |             |                              |
| Csapat az 1. kalapból        | 7. elődöntő | Csapat a 4. kalapból         |
| Csapat a 2. kalapból         | 8. elődöntő | Csapat a 3. kalapból         |
| Döntő                        |             |                              |
| 7. vagy 8. elődöntő győztese | D döntő     | 7. vagy 8. elődöntő győztese |